# 13788 Dansolander
13788 Dansolander è un asteroide della fascia principale. Scoperto nel 1998, presenta un'orbita caratterizzata da un semiasse maggiore pari a 2,7221467 UA e da un'eccentricità di 0,2320173, inclinata di 8,58395° rispetto all'eclittica.